# Championnats nationaux de cyclisme sur route en 2022
Navigation
2021 2023
Les Championnats nationaux de cyclisme sur route en 2022 commencent dès janvier pour l'Australie et la Nouvelle-Zélande. La plupart des championnats nationaux de cyclisme ont lieu aux mois de juin et juillet.

## Champions 2022

### Élites hommes
| Pays                            | Course en ligne                                   | Contre-la-montre                                           |
| ------------------------------- | ------------------------------------------------- | ---------------------------------------------------------- |
| Afrique du Sud                  | Reinardt Janse Van Rensburg (Lotto-Soudal)        | Byron Munton (Dauner-Akkon)                                |
| Albanie                         | Ylber Sefa                                        | Ylber Sefa                                                 |
| Algérie                         | Azzedine Lagab (Mouloudia Club Alger)             | Islam Mansouri (Mouloudia Club Alger)                      |
| Allemagne                       | Nils Politt (Bora-Hansgrohe)                      | Lennard Kämna (Bora-Hansgrohe)                             |
| Angola                          | Bruno Araújo (BAI-Sicasal-Petro de Luanda)        | Dário António (Amadores Cicloturismo)                      |
| Anguilla                        | Sherwin Osborne                                   |                                                            |
| Antigua-et-Barbuda              | Jyme Bridges (Drive Phase Sport)                  | Emmanuel Gayral (Zappi)                                    |
| Argentine                       | Emiliano Contreras (Chimbas Te Quiero)            | Alejandro Durán (Chimbas Te Quiero)                        |
| Australie                       | Luke Plapp (Ineos Grenadiers)                     | Rohan Dennis (Jumbo-Visma)                                 |
| Autriche                        | Felix Großschartner (Bora-Hansgrohe)              | Felix Großschartner (Bora-Hansgrohe)                       |
| Azerbaïdjan                     | Elchin Asadov (Sakarya BB)                        | Elchin Asadov (Sakarya BB)                                 |
| Bahamas                         | Kevin Daley                                       | Lorin Sawyer                                               |
| Bahreïn                         | Ahmed Madan (Bahrain Victorious)                  | Ahmed Madan (Bahrain Victorious)                           |
| Barbade                         | Gregory Vanderpool (Voler Factory)                | Jacob Kelly (Cadence Ciclery-Audi McKinney)                |
| Belgique                        | Tim Merlier (Alpecin-Deceuninck)                  | Remco Evenepoel (Quick-Step Alpha Vinyl)                   |
| Belize                          | Giovanni Lovell (G-Flow)                          | Oscar Quiroz (501 Valvoline)                               |
| Bénin                           | Ricardo Sodjèdé (SAS)                             | Ricardo Sodjèdé (SAS)                                      |
| Bermudes                        | Conor White                                       | Conor White                                                |
| Bolivie                         | David Rojas (Tarija)                              | Freddy Gonzales (Pio Rico)                                 |
| Bosnie-Herzégovine              | Vedad Karić (Rotacija-Spin Zenica)                | Vedad Karić (Rotacija-Spin Zenica)                         |
| Botswana                        | Thabiso Mokalake (Swift)                          |                                                            |
| Brésil                          | Vinicius Rangel (Movistar)                        | Lauro Chaman (Memorial Santos-Fupes)                       |
| Bulgarie                        | Martin Papanov (Nessebar-Shokblaze)               | Nikolay Genov (Tzar Simeon Plovdiv 1898)                   |
| Burkina Faso                    | Moucaïla Rawendé (AS Bessel)                      |                                                            |
| Cameroun                        | Artuce Tella (SNH Vélo Club)                      |                                                            |
| Canada                          | Pier-André Côté (Human Powered Health)            | Derek Gee (Israël Cycling Academy)                         |
| Chili                           | Francisco Kotsakis (Papa John's)                  | José Luis Rodríguez Aguilar (Start)                        |
| Chine                           | Niu Yikui (Li Ning Star)                          | Bai Lijun (Li Ning Star)                                   |
| Chypre                          | Andréas Miltiádis (Java Kiwi Atlántico)           | Andréas Miltiádis (Java Kiwi Atlántico)                    |
| Colombie                        | Sergio Higuita (Bora-Hansgrohe)                   | Daniel Martínez (Ineos Grenadiers)                         |
| Corée du Sud                    | Joo Dae-yeong (Korail)                            | Min Kyeong-ho (Seoul)                                      |
| Costa Rica                      | Jason Huertas (Colono Construcción-Bikestation)   | José Alexis Rodríguez (Schneider-Colono Agropecuario)      |
| Côte d'Ivoire                   | Souleymane Traoré (Société Omnisports de l'Armée) |                                                            |
| Croatie                         | Carlo Jurišević (Ljubljana Gusto Santic)          | Fran Miholjević (Cycling Team Friuli ASD)                  |
| Cuba                            | Yan Luis Arrieta                                  | Pedro Portuondo (Santiago de Cuba)                         |
| Danemark                        | Alexander Kamp (Trek-Segafredo)                   | Mathias Norsgaard (Movistar)                               |
| Émirats arabes unis             | Yousif Mirza (UAE Emirates)                       | Yousif Mirza (UAE Emirates)                                |
| Équateur                        | Richard Huera (Banco Guayaquil Ecuador)           | Richard Carapaz (Ineos Grenadiers)                         |
| Érythrée                        | Merhawi Kudus (EF Education-EasyPost)             | Biniam Grimay (Intermarché-Wanty Gobert Matériaux)         |
| Espagne                         | Carlos Rodríguez (Ineos Grenadiers)               | Raúl García Pierna (Kern Pharma)                           |
| Estonie                         | Mihkel Räim (Burgos-RH)                           | Rein Taaramäe (Intermarché-Wanty Gobert Matériaux)         |
| Eswatini                        | Shabangu Muzi                                     |                                                            |
| États-Unis                      | Kyle Murphy (Human Powered Health)                | Lawson Craddock (BikeExchange Jayco)                       |
| Éthiopie                        | Kiya Rogora                                       | Kiya Rogora                                                |
| Fidji                           | Ilaitia Nainoca                                   | Ilaitia Nainoca                                            |
| Finlande                        | Anders Bäckman (IDB)                              | Markus Knaapi (Ampler-Tartu2024)                           |
| France                          | Florian Sénéchal (Quick-Step Alpha Vinyl)         | Bruno Armirail (Groupama-FDJ)                              |
| Géorgie                         | Giorgi Khorguani (Vozrozhdenie)                   | Giorgi Khorguani (Vozrozhdenie)                            |
| Ghana                           | Anthony Boakye (River Park’s BA CC)               |                                                            |
| Grande-Bretagne                 | Mark Cavendish (Quick-Step Alpha Vinyl)           | Ethan Hayter (Ineos Grenadiers)                            |
| Grèce                           | Geórgios Boúglas (Sport Toto)                     | Periklís Ilías (SP Tableware)                              |
| Grenade                         | Red Walters (Ribble Weldtite)                     | Red Walters (Ribble Weldtite)                              |
| Guam                            | Blayde Blas (EuroCyclingTrips)                    | Jake Jones                                                 |
| Guatemala                       | Mardoqueo Vásquez (Hino-One-La Red-Tigo-Suzuki)   | Manuel Rodas (Decorabaños)                                 |
| Honduras                        | Cristhian Martínez (Bikemart Racing)              | Cristhian Martínez (Bikemart Racing)                       |
| Hong Kong                       | Vincent Lau Wan-yau (HKSI)                        | Vincent Lau Wan-yau (HKSI)                                 |
| Hongrie                         | Attila Valter (Groupama-FDJ)                      | Erik Fetter (Eolo-Kometa)                                  |
| Îles Caïmans                    | Kevin Connolly                                    | Jerome Ameline                                             |
| Îles Vierges britanniques       | Darel Christopher Jr. (Sprinter Nice Métropole)   | Philippe Leroy                                             |
| Indonésie                       | Aiman Cahyadi (Mula)                              | Muhammad Abdurrahman (Mula)                                |
| Iran                            | Behnam Khalilikhosroshahi (Azad University)       | Hossein Askari                                             |
| Irlande                         | Rory Townsend (WiV SunGod)                        | Ben Healey (EF Education-EasyPost)                         |
| Islande                         | Ingvar Ómarsson (Breiðablik)                      | Ingvar Ómarsson (Breiðablik)                               |
| Israël                          | Itamar Einhorn (Israël-Premier Tech)              | Omer Goldstein (Israël-Premier Tech)                       |
| Italie                          | Filippo Zana (Bardiani CSF Faizanè)               | Filippo Ganna (Ineos Grenadiers)                           |
| Jamaïque                        | Barrington Bailey                                 | Phillip McCatty                                            |
| Japon                           | Yukiya Arashiro (Bahrain Victorious)              | Sohei Kaneko (Gunma Grifin Racing)                         |
| Jordanie                        | Majid Abu Harrah (Turaif Club)                    |                                                            |
| Kazakhstan                      | Yevgeniy Gidich (Astana Qazaqstan)                | Yuriy Natarov (Astana Qazaqstan)                           |
| Kosovo                          | Alban Delija (KÇ Gjakova 137)                     | Alban Delija (KÇ Gjakova 137)                              |
| Lesotho                         | Kabelo Makatile                                   |                                                            |
| Lettonie                        | Emīls Liepiņš (Trek-Segafredo)                    | Toms Skujiņš (Trek-Segafredo)                              |
| Liban                           | Gilbert Hannouche                                 |                                                            |
| Lituanie                        | Venantas Lašinis (Kaunas)                         | Aivaras Mikutis (Ampler-Tartu2024)                         |
| Luxembourg                      | Colin Heiderscheid (Leopard)                      | Bob Jungels (AG2R Citroën)                                 |
| Macédoine du Nord               | Andrej Petrovski (Möbel Ehrmann)                  | Andrej Petrovski (Möbel Ehrmann)                           |
| Malaisie                        | Muhsin Al Redha Misbah (Sapura)                   | Nur Aiman Rosli (Sapura)                                   |
| Mali                            | Moussa Togola (Airness de Bamako)                 |                                                            |
| Malte                           | Clive Ebejer (Team Greens)                        | Etienne Bonello (Team Greens)                              |
| Maroc                           | Achraf Ed Doghmy (Kawab AC Marrakech)             | Mohcine El Kouraji (Sidi Ali)                              |
| Maurice                         | Alexandre Mayer (Black River SC-CSI Energy)       | Christopher Lagane (KFC-Faucon Flacq)                      |
| Mexique                         | Efrén Santos (Canel's-ZeroUno)                    | Ignacio Sarabia (Tenis Stars)                              |
| Moldavie                        | Andrei Sobennicov (UVT-Devron West)               | Arman Garibean (UVT-Devron West)                           |
| Mongolie                        | Maral-Erdene Batmunkh (Levante Fuji Shizuoka)     | Jambaljamts Sainbayar (Terengganu Polygon)                 |
| Monténégro                      | Slobodan Milonjić (BK Džada)                      | Slobodan Milonjić (BK Džada)                               |
| Namibie                         | Drikus Coetzee (Simonis Storm Powered by Hollard) | Jean-Paul Burger (Cathy)                                   |
| Népal                           | Hikmat B.K                                        |                                                            |
| Nicaragua                       | Argenis Vanegas (Kilos)                           | Argenis Vanegas (Kilos)                                    |
| Norvège                         | Rasmus Tillier (Uno-X)                            | Tobias Foss (Jumbo-Visma)                                  |
| Nouvelle-Zélande                | James Fouché (Black Spoke Pro Cycling)            | Regan Gough (Black Spoke Pro Cycling)                      |
| Oman                            | Faisal Al-Mamari                                  | Faisal Al-Mamari                                           |
| Ouzbékistan                     | Akramjon Sunnatov (Tashkent City Professional)    | Aleksey Fomovskiy (Tashkent City Professional)             |
| Panama                          | Bolivar Espinoza (Panamá es Cultura y Valores)    | Franklin Archibold (Panamá es Cultura y Valores)           |
| Paraguay                        | José Wilfrido González (Ioio Cycling Team)        | Francisco Riveros (Ioio Cycling Team)                      |
| Pays-Bas                        | Pascal Eenkhoorn (Jumbo-Visma)                    | Bauke Mollema (Trek-Segafredo)                             |
| Pérou                           | Royner Navarro                                    | Royner Navarro                                             |
| Philippines                     | Jonel Carcueva (Go for Gold Philippines)          | Mark Galedo (7 Eleven Cliqq-air21 by Roadbike Philippines) |
| Pologne                         | Norbert Banaszek (HRE Mazowsze Serce Polski)      | Maciej Bodnar (TotalEnergies)                              |
| Porto Rico                      | Abner González (Movistar)                         | Elvys Reyes (Corratec Racing America)                      |
| Portugal                        | João Almeida (UAE Emirates)                       | Rafael Reis (Glassdrive-Q8-Anicolor)                       |
| Qatar                           | Abdullah Aljaaidi (Doha Team)                     | Fadhel Al Khater (Rasen Adventure Shop)                    |
| République dominicaine          | Darnell Lantigua (Inteja-Imca)                    | Erlin García                                               |
| République tchèque              | Matěj Zahálka (Elkov-Kasper)                      | Jan Bárta (Elkov-Kasper)                                   |
| Roumanie                        | Emil Dima (Giotti Victoria-Savini Due)            | Daniel Crista (Giotti Victoria-Savini Due)                 |
| Russie                          | Petr Rikunov (RusVelo)                            | Alexander Evtushenko (Adygea Republic)                     |
| Rwanda                          | Eric Manizabayo (Benediction Ignite)              | Didier Munyanenza (Pro Touch)                              |
| Saint-Vincent-et-les-Grenadines | Cammie Adams                                      | Cammie Adams                                               |
| Salvador                        | Bryan Mendoza (Mera)                              | Raúl Monroy                                                |
| Sénégal                         | Saliou Ndour                                      |                                                            |
| Serbie                          | Dušan Rajović (Corratec)                          | Dušan Rajović (Corratec)                                   |
| Seychelles                      | Stephen Belle (Vélo Club de l’Ouest)              |                                                            |
| Singapour                       | Yeo Boon Kiak                                     | Goh Choon Huat (Terengganu)                                |
| Slovaquie                       | Peter Sagan (TotalEnergies)                       | Ján Andrej Cully (Dukla Banská Bystrica)                   |
| Slovénie                        | Kristjan Koren (Bahrain Victorious)               | Jan Tratnik (Bahrain Victorious)                           |
| Suède                           | Lucas Eriksson (Riwal)                            | Jacob Ahlsson (Motala AIF-Serneke-Allebike)                |
| Suisse                          | Robin Froidevaux (Tudor)                          | Joël Suter (UAE Emirates)                                  |
| Suriname                        | Xavi Wadilie                                      | Kenrick Sahadeo                                            |
| Taïwan                          | Liu En-chieh                                      | Sergio Tu                                                  |
| Thaïlande                       | Jetsada Janluang                                  | Peerapol Chawchiangkwang (Thailand Continental)            |
| Togo                            | Abdou-Raouf Akanga (Kpalimé Cycling Project)      |                                                            |
| Trinité-et-Tobago               | Tariq Woods (Evolution Cycling Academy)           | Jason Costelloe                                            |
| Tunisie                         | Oussama Kbaier                                    | Nadhem Ben Amar                                            |
| Turquie                         | Mustafa Sayar (Sakarya BB)                        | Ahmet Örken                                                |
| Uruguay                         | Thomas Silva (Previley Coforma Atra Sport LP)     | Agustín Alonso (Ciudad del Plata)                          |
| Venezuela                       | Orluis Aular (Caja Rural-Seguros RGA)             | Orluis Aular (Caja Rural-Seguros RGA)                      |
| Zambie                          | Yanjanani Sakala (Twin Palm Bike Club)            | Yanjanani Sakala (Twin Palm Bike Club)                     |
| Zimbabwe                        | Rodrick Shumba                                    | Nkulumo Dube                                               |

### Élites femmes
| Championnats nationaux | Championnats nationaux                                         | Championnats nationaux                                          | Championnats nationaux |
| Pays                   | Course en ligne                                                | Contre-la-montre                                                |                        |
| ---------------------- | -------------------------------------------------------------- | --------------------------------------------------------------- | ---------------------- |
| Afrique du Sud         | Frances Janse van Rensburg (Stade Rochelais Charente-Maritime) | Carla Oberholzer                                                |                        |
| Algérie                | Nesrine Houili                                                 | Nesrine Houili                                                  |                        |
| Allemagne              | Liane Lippert (Team DSM)                                       | Lisa Brennauer (Ceratizit-WNT Pro Cycling)                      |                        |
| Argentine              | Maribel Aguirre (Zaaf Cycling Team)                            | Antonella Leonardi (Xirayas de San Luis)                        |                        |
| Australie              | Nicole Frain (RoxSolt Liv Sram)                                | Grace Brown (FDJ-Nouvelle Aquitaine-Futuroscope)                |                        |
| Autriche               | Christina Schweinberger (Multum Accountants)                   | Christina Schweinberger (Multum Accountants)                    |                        |
| Barbade                |                                                                | Amber Joseph (L39ION of Los Angeles)                            |                        |
| Belgique               | Kim de Baat (Plantur-Pura)                                     | Lotte Kopecky (SD Worx)                                         |                        |
| Biélorussie            | Hanna Tserakh (Minsk Cycling Club)                             | Hanna Tserakh (Minsk Cycling Club)                              |                        |
| Bolivie                | Elizabeth Vasquez Avila                                        | Rebeca Sarabia                                                  |                        |
| Brésil                 | Aline Mariga                                                   | Ana Paula Polegatch (Memorial Santos-Fupes)                     |                        |
| Burkina Faso           | Lamoussa Zoungrana                                             |                                                                 |                        |
| Bénin                  | Chantal Vidognonlonhoué                                        | Chantal Vidognonlonhoué                                         |                        |
| Cameroun               | Mariolle Feudjio                                               |                                                                 |                        |
| Canada                 | Maggie Coles-Lyster (DNA Pro Cycling)                          | Paula Findlay                                                   |                        |
| Chili                  | Catalina Soto (Bizkaia-Durango)                                | Catalina Soto (Bizkaia-Durango)                                 |                        |
| Chypre                 | Ántri Christofórou (Farto-BTC)                                 | Ántri Christofórou (Farto-BTC)                                  |                        |
| Colombie               | Diana Peñuela (DNA Pro Cycling)                                | Marcela Hernández (Colombia Tierra de Atletas)                  |                        |
| Costa Rica             | Krissia Araya                                                  | Estefanie Alvarez                                               |                        |
| Croatie                | Matea Deliu (Jadan Weldtite)                                   | Mia Radotić                                                     |                        |
| Cuba                   | Aylena De Las Mercedes Quevedo                                 | Daymelin Perez                                                  |                        |
| Côte d'Ivoire          | Minata Soro                                                    |                                                                 |                        |
| Danemark               | Cecilie Uttrup Ludwig (FDJ-Nouvelle Aquitaine-Futuroscope)     | Emma Norsgaard Bjerg (Movistar Team)                            |                        |
| Équateur               | Esther Galarza                                                 | Paula Jara                                                      |                        |
| Érythrée               | Monalisa Araya                                                 | Danait Fitsum                                                   |                        |
| Espagne                | Mavi García (UAE Team ADQ)                                     | Mavi García (UAE Team ADQ)                                      |                        |
| Estonie                | Ann-Christine Allik                                            | Kristel Sandra Soonik                                           |                        |
| États-Unis             | Tara Reyes                                                     | Leah Thomas (Trek-Segafredo)                                    |                        |
| Finlande               | Anniina Ahtosalo (Uno-X Pro Cycling Team)                      | Anniina Ahtosalo (Uno-X Pro Cycling Team)                       |                        |
| France                 | Audrey Cordon-Ragot (Trek-Segafredo)                           | Audrey Cordon-Ragot (Trek-Segafredo)                            |                        |
| Grèce                  | Varvara Fasoi (Eneicat-RBH)                                    | Argyro Milaki                                                   |                        |
| Guatemala              | Gabriela Soto                                                  | Gabriela Soto                                                   |                        |
| Hong Kong              | Lam Kong                                                       | Lam Kong                                                        |                        |
| Hongrie                | Blanka Vas (SD Worx)                                           | Blanka Vas (SD Worx)                                            |                        |
| Irlande                | Alice Sharpe (IBCT)                                            | Kelly Murphy                                                    |                        |
| Islande                | Hafdís Sigurðardóttir (Hjólreiðafélag Akureyrar)               | Hafdís Sigurðardóttir (Hjólreiðafélag Akureyrar)                |                        |
| Israël                 | Omer Shapira (EF Education-TIBCO-SVB)                          | Omer Shapira (EF Education-TIBCO-SVB)                           |                        |
| Italie                 | Elisa Balsamo (Trek-Segafredo)                                 | Elisa Longo Borghini (Trek-Segafredo)                           |                        |
| Japon                  | Shoko Kashiki (Team Illuminate)                                | Shoko Kashiki (Team Illuminate)                                 |                        |
| Kazakhstan             | Rinata Sultanova                                               | Makhabbat Umutzhanova                                           |                        |
| Lettonie               | Anastasia Carbonari (Valcar-Travel & Service)                  | Dana Rožlapa (Keukens Redant)                                   |                        |
| Lituanie               | Rasa Leleivytė (Aromitalia-Basso Bikes-Vaiano)                 | Inga Čilvinaitė (Aromitalia-Basso Bikes-Vaiano)                 |                        |
| Luxembourg             | Christine Majerus (SD Worx)                                    | Christine Majerus (SD Worx)                                     |                        |
| Malaisie               |                                                                | Siti Nur Adibah Akma Mohammed Fuad                              |                        |
| Maroc                  | Siham Es Sad                                                   | Nora Sahmoud                                                    |                        |
| Maurice                |                                                                | Aurélie Halbwachs                                               |                        |
| Namibie                | Vera Looser (Andy Schleck-CP NVST-Immo Losch)                  | Vera Looser (Andy Schleck-CP NVST-Immo Losch)                   |                        |
| Norvège                | Malin Eriksen (Keukens Redant)                                 | Ane Iversen (Coop-Hitec Products)                               |                        |
| Nouvelle-Zélande       | Olivia Ray (Human Powered Health)                              | Georgia Williams (Team BikeExchange-Jayco)                      |                        |
| Panama                 | Wendy Ducreux                                                  | Cristina Mata                                                   |                        |
| Paraguay               | Aracely Galeano                                                | Aracely Galeano                                                 |                        |
| Pays-Bas               | Riejanne Markus (Team Jumbo-Visma)                             | Ellen van Dijk (Trek-Segafredo)                                 |                        |
| Philippines            | Jermyn Prado                                                   | Jermyn Prado                                                    |                        |
| Pologne                | Wiktoria Pikulik (Atom Deweloper-Posciellux.pl-Wrocław)        | Agnieszka Skalniak-Sójka (Atom Deweloper-Posciellux.pl-Wrocław) |                        |
| Portugal               | Daniela Campos (Bizkaia-Durango)                               | Daniela Campos (Bizkaia-Durango)                                |                        |
| Pérou                  | Cinthya Dávila                                                 | Mariana Rojas                                                   |                        |
| Roumanie               | Manuela Muresan                                                | Maria-Ecaterina Stancu                                          |                        |
| Royaume-Uni            | Alice Towers (Le Col-Wahoo)                                    | Joscelin Lowden (Uno-X Pro Cycling Team)                        |                        |
| Russie                 | Tamara Dronova (Roland Cogeas-Edelweiss Squad)                 | Tamara Dronova (Roland Cogeas-Edelweiss Squad)                  |                        |
| Rwanda                 | Diane Ingabire                                                 | Diane Ingabire                                                  |                        |
| Saint-Martin           | Susan Piscione                                                 | Susan Piscione                                                  |                        |
| Serbie                 | Jelena Erić (Movistar Team)                                    | Aleksandra Sovilj                                               |                        |
| Singapour              | Yi Wei Luo                                                     | Yi Wei Luo                                                      |                        |
| Slovaquie              | Nora Jenčušová (Bepink)                                        | Nora Jenčušová (Bepink)                                         |                        |
| Slovénie               | Eugenia Bujak (UAE Team ADQ)                                   | Urška Žigart (Team BikeExchange-Jayco)                          |                        |
| Suisse                 | Caroline Baur (Roland Cogeas-Edelweiss Squad)                  | Elena Hartmann                                                  |                        |
| Suède                  | Jenny Rissveds                                                 | Nathalie Eklund (Massi Tactic)                                  |                        |
| Taïwan                 | Huang Ting-ying                                                | Huang Ting-ying                                                 |                        |
| Tchéquie               | Tereza Neumanová (Liv Racing Xstra)                            | Denisa Slamova                                                  |                        |
| Thaïlande              | Jutatip Maneephan                                              | Phetdarin Somrat (Thailand Women's cycling team)                |                        |
| Togo                   | Abra Nomessi                                                   |                                                                 |                        |
| Tunisie                | Fattoum Sirine                                                 | Fattoum Sirine                                                  |                        |
| Venezuela              | Andisabel Luque de Briceño                                     | Lilibeth Chacón                                                 |                        |
| Zambie                 | Margret Ngoma                                                  |                                                                 |                        |
| Zimbabwe               | Helen Mitchell                                                 | Helen Mitchell                                                  |                        |

### Moins de 23 ans hommes
Sont espoirs les coureurs nés après le 1er janvier 2000. Cependant certaines fédérations n'admettent pas certains coureurs espoirs dans cette catégorie en fonction du statut de leur équipe.
| Pays                | Course en ligne                                              | Contre-la-montre                                             |
| ------------------- | ------------------------------------------------------------ | ------------------------------------------------------------ |
| Afrique du Sud      | Callum Ormiston (ProTouch)                                   | Tiano Da Silva (ProTouch)                                    |
| Algérie             | Abdelkrim Ferkous (Académie Constantine)                     | Hamza Amari (Mouloudia Club Alger)                           |
| Allemagne           | Jannis Peter (P&S Benotti)                                   | Maurice Ballerstedt (Jumbo-Visma)                            |
| Argentine           | Lukas Dundic (Gaelemi Bike)                                  | Tomás Moyano (Continental San Luis)                          |
| Australie           | Blake Quick (InForm TMX MAKE)                                | Carter Turnbull (InForm TMX MAKE)                            |
| Autriche            | Sebastian Putz (Union Raiffeisen Radteam Tirol)              | Maximilian Kabas (WSA KTM Graz p/b Leomo)                    |
| Azerbaïdjan         | Mahmud Mammadov                                              | Ali Qurbanov                                                 |
| Belgique            | Jarne Van de Paar (Lotto-Soudal Development)                 | Alec Segaert (Lotto-Soudal U23)                              |
| Belize              | Jyson Gonzalez (G-Flow)                                      | Derrick Chavarria (501 Valvoline)                            |
| Bolivie             | Mauricio Cardozo (Tarija)                                    | Alexander Donaire (Tarija)                                   |
| Bosnie-Herzégovine  | Husein Selimović (BK Tuzla)                                  | Husein Selimović (BK Tuzla)                                  |
| Botswana            | Matlhogonolo Botlhole (Swift)                                |                                                              |
| Brésil              | Vinicius Rangel (Movistar)                                   | Vinicius Rangel (Movistar)                                   |
| Bulgarie            | Gabriel Grozev (SSV Gera 1990 e.V.)                          | Yordan Petrov (KK Nessebar-Shockblaze)                       |
| Canada              | Carson Miles (Premier Tech U23 Cycling Project)              | Tristan Jussaume (Aevolo)                                    |
| Chili               | Vicente Rojas                                                | Héctor Quintana (Plus Performance)                           |
| Colombie            | Germán Darío Gómez (Colombia Tierra de Atletas-GW Shimano)   | Juan Manuel Barboza (Orgullo Paisa)                          |
| Costa Rica          | José Ricardo Aguilar (Carithos Bakery-Ferretería Aguilar)    | Dylan Jiménez (Lizarte)                                      |
| Danemark            | Rasmus Søjberg Pedersen (BHS-PL Beton Bornholm)              | Matias Malmberg (ColoQuick)                                  |
| Équateur            | Lenín Montenegro (Banco Guayaquil-Ecuador)                   | Lenín Montenegro (Banco Guayaquil-Ecuador)                   |
| Émirats arabes unis | Mohammad Al Mutaiwei (Abu Dhabi Cycling Club)                | Mohammad Al Mutaiwei (Abu Dhabi Cycling Club)                |
| Érythrée            | Niat Russom                                                  | Biniam Girmay (Intermarché-Wanty-Gobert Matériaux)           |
| Espagne             | Joseba López (Caja Rural-Alea)                               | Pablo Castrillo (Lizarte)                                    |
| Estonie             | Gleb Karpenko (Kalevi Jalgrattakool)                         | Joonas Kurits (Ampler-Tartu2024)                             |
| États-Unis          | Cooper Johnson (Aevolo)                                      | Patrick Welch (Kelly Benefits Strategies)                    |
| Finlande            | Markus Knaapi (IK-32)                                        | Markus Knaapi (IK-32)                                        |
| France              | Nicolas Breuillard (AVC Aix-en-Provence)                     | Eddy Le Huitouze (Continentale Groupama-FDJ)                 |
| Grande-Bretagne     | Samuel Watson (Continentale Groupama-FDJ)                    | Leo Hayter (Hagens Berman Axeon)                             |
| Grèce               | Andréas Katopis (PO Patron)                                  | Evángelos Sarrís (AO Aiolos)                                 |
| Guatemala           | Ramón Ajpacajá (Asociación de San Marcos)                    | Elí Sisimith (Ópticas de Luxe-Ninosport)                     |
| Honduras            | Christopher Díaz (Premier Racing)                            | Christopher Díaz (Premier Racing)                            |
| Hongrie             | Bertold Drijver (Epronex-Hungary)                            | Zétény Szijártó (UC Monaco)                                  |
| Irlande             | Dean Harvey (Spellman Dublin Port)                           | Darren Rafferty (Hagens Berman Axeon)                        |
| Islande             | Eyþór Eiríksson (HFR)                                        |                                                              |
| Israël              | Yuval Tsahor                                                 | Roy Weinberg (Israel Cycling Academy)                        |
| Italie              | Lorenzo Germani (Continentale Groupama-FDJ)                  | Davide Piganzoli (Eolo-Kometa U23)                           |
| Japon               | Kazutoshi Kariya (Kinan)                                     | Yuhi Todome (Gunma Grifin Racing)                            |
| Kazakhstan          | Nicolas Vinokourov (Astana Qazaqstan Development)            | Daniil Pronskiy (Astana Qazaqstan Development)               |
| Kosovo              | Blerton Nuha (KC Kastrioti)                                  | Blerton Nuha (KC Kastrioti)                                  |
| Lettonie            | Alekss Krasts (Ampler-Tartu2024)                             | Rodžers Petaks (ZZK)                                         |
| Lituanie            | Aivaras Mikutis (Ampler-Tartu2024)                           | Rokas Kmieliauskas (Metalced)                                |
| Luxembourg          | Loïc Bettendorff (Riwal)                                     | Arthur Kluckers (Leopard)                                    |
| Macédoine du Nord   | Dimitar Jovanoski (VK Enerdži)                               | Dimitar Jovanoski (VK Enerdži)                               |
| Malaisie            | Mior Muhammad Hazwan Hamzah                                  | Muhammad Faiz Fakhri Omar                                    |
| Maroc               | Nasr Eddine Maatougui (US Casablancaise)                     | Anouar Rahmou (AV Atlas Azrou)                               |
| Maurice             | Hanson Matombé (Black River SC)                              | Aurélien de Comarmond (VC des Jeunes Cyclistes de Curepipe)  |
| Mexique             | Edgar Cadena (Canel's-ZeroUno)                               | Edgar Cadena (Canel's-ZeroUno)                               |
| Moldavie            |                                                              |                                                              |
| Mongolie            | Amartuvshin Battsengel (Ferei Mongolia Development)          | Amartuvshin Battsengel (Ferei Mongolia Development)          |
| Namibie             | Hugo Hahn (Pupkewitz Megatech)                               | Bergran Jensen (Cymot Racing)                                |
| Nicaragua           |                                                              | Luis Carlos Guido (Kilos)                                    |
| Norvège             | Søren Wærenskjold (Uno-X Pro)                                |                                                              |
| Nouvelle-Zélande    | Laurence Pithie (Continentale Groupama-FDJ)                  | Logan Currie (Bolton Equities Black Spoke)                   |
| Panama              | Cristopher Miranda (Panamá es Cultura y Valores)             | Nehemías Guerra (Panamá es Cultura y Valores)                |
| Paraguay            |                                                              |                                                              |
| Pays-Bas            | Max Kroonen (VolkerWessels)                                  | Axel van der Tuuk (Metec-Solarwatt-Mantel)                   |
| Pérou               | Yoseb Bonilla                                                | Bill Toscano (Club AVV Perú)                                 |
| Philippines         | Nichol Pareja (7 Eleven Cliqq-air21 by Roadbike Philippines) | Nichol Pareja (7 Eleven Cliqq-air21 by Roadbike Philippines) |
| Pologne             | Damian Papierski (Voster ATS)                                | Kacper Gieryk (HRE Mazowsze Serce Polski)                    |
| Porto Rico          |                                                              | Christopher Morales                                          |
| Portugal            | Afonso Eulálio (Glassdrive-Q8-Anicolor)                      | Pedro Andrade (Efapel)                                       |
| République tchèque  | Petr Kelemen (Tudor)                                         | Mathias Vacek                                                |
| Roumanie            | Adi Narcis Marcu (Farto-BTC)                                 | Ioan Dobrin (MENtoRISE Elite Team CFX)                       |
| Salvador            | Josué Mendoza                                                | Fernando Sánchez                                             |
| Serbie              | Mihajlo Bolić (Lotus)                                        | Luka Turkulov (Cycling Team Kranj)                           |
| Slovaquie           | Lukáš Kubiš (Dukla Banská Bystrica)                          | Samuel Kováč (Cycling Academy Trenčín)                       |
| Slovénie            | Matevž Govekar (Bahrain Victorious)                          | Matevž Govekar (Bahrain Victorious)                          |
| Suède               | Lukas Vernersson (Motala AIF Serneke Allebike)               | Edvin Lovidius (Södertälje CK)                               |
| Suisse              | Nils Brun (Tudor)                                            | Fabian Weiss (Tudor)                                         |
| Thaïlande           |                                                              | Tullatorn Sosalam                                            |
| Trinité-et-Tobago   | Tariq Woods (Evolution Cycling Academy)                      | Tariq Woods (Evolution Cycling Academy)                      |
| Turquie             | Samet Bulut (Spor Toto)                                      | Ali Egin (Konya Büyükşehir Belediye SK)                      |
| Uruguay             | Thomas Silva (CC Maldonado)                                  | Ivo Weickert (Unión Treinta y Tres Vergara)                  |
| Venezuela           | Yohandri Rubio (Fina Arroz-Venezuela País de Futuro)         | Jhonny Araujo (Fina Arroz-Venezuela País de Futuro)          |